# Watford DC Line
| Triebzug der Reihe 378 im Bahnhof Watford Junction |                      |                                                             |                                                             |
| |                      |                                                             |                                                             |
| Spurweite: | 1435 mm (Normalspur) |                                                             |                                                             |
| Stromsystem: | 750 V =              |                                                             |                                                             |
| Zweigleisigkeit: | ja                   |                                                             |                                                             |
| |                      |                                                             |                                                             |
| \| \| \| West Coast Main Line aus Glasgow Central/Edinburgh Waverley \| \| \| \| \| Watford Junction \| \| \| \| \| Watford High Street \| \| \| \| \| Croxley Rail Link nach Croxley \| \| \| \| \| Bushey \| \| \| \| \| Carpenders Park \| \| \| \| \| Hatch End \| \| \| \| \| Headstone Lane \| \| \| \| \| Harrow & Wealdstone Endpunkt Bakerloo Line \| \| \| \| \| Kenton \| \| \| \| \| South Kenton \| \| \| \| \| North Wembley \| \| \| \| \| Wembley Central \| \| \| \| \| Stonebridge Park \| \| \| \| \| Harlesden \| \| \| \| \| Willesden Junction Reaktivierung der Fernbahnsteige geplant \| \| \| \| \| \| \| \| \| \| Kensal Green \| \| \| \| \| \| \| \| \| \| \| \| \| \| \| \| \| \| \| \| Queen's Park \| \| \| \| \| Bakerloo Line nach Elephant & Castle \| \| \| \| \| Kilburn High Road \| \| \| \| \| South Hampstead \| \| \| \| \| \| \| \| \| \| zur North London Line (siehe unten) \| \| \| \| \| Grand Union Canal \| \| \| \| \| \| \| \| \| \| London Euston \| \| |                      |                                                             |                                                             |
| Strecke |                      | West Coast Main Line aus Glasgow Central/Edinburgh Waverley | West Coast Main Line aus Glasgow Central/Edinburgh Waverley |
| Kopfbahnhof Streckenanfang · Bahnhof |                      | Watford Junction                                            | Watford Junction                                            |
| Haltepunkt / Haltestelle · Strecke |                      | Watford High Street                                         | Watford High Street                                         |
| Abzweig geradeaus und ehemals nach rechts · Strecke |                      | Croxley Rail Link nach Croxley                              | Croxley Rail Link nach Croxley                              |
| Haltepunkt / Haltestelle · Haltepunkt / Haltestelle |                      | Bushey                                                      | Bushey                                                      |
| Haltepunkt / Haltestelle · Strecke |                      | Carpenders Park                                             | Carpenders Park                                             |
| Haltepunkt / Haltestelle · ehemaliger Haltepunkt / Haltestelle |                      | Hatch End                                                   | Hatch End                                                   |
| Haltepunkt / Haltestelle · Strecke |                      | Headstone Lane                                              | Headstone Lane                                              |
| Bahnhof · Bahnhof |                      | Harrow & Wealdstone Endpunkt Bakerloo Line                  | Harrow & Wealdstone Endpunkt Bakerloo Line                  |
| Haltepunkt / Haltestelle · Strecke |                      | Kenton                                                      | Kenton                                                      |
| Haltepunkt / Haltestelle · Strecke |                      | South Kenton                                                | South Kenton                                                |
| Haltepunkt / Haltestelle · Strecke |                      | North Wembley                                               | North Wembley                                               |
| Bahnhof · Bahnhof |                      | Wembley Central                                             | Wembley Central                                             |
| Bahnhof · Strecke |                      | Stonebridge Park                                            | Stonebridge Park                                            |
| Haltepunkt / Haltestelle · Strecke |                      | Harlesden                                                   | Harlesden                                                   |
| Bahnhof · ehemaliger Haltepunkt / Haltestelle |                      | Willesden Junction Reaktivierung der Fernbahnsteige geplant | Willesden Junction Reaktivierung der Fernbahnsteige geplant |
| Tunnel · Tunnel |                      |                                                             |                                                             |
| Haltepunkt / Haltestelle · Strecke |                      | Kensal Green                                                | Kensal Green                                                |
| Tunnel · Tunnel |                      |                                                             |                                                             |
| Strecke von links · Abzweig geradeaus und nach rechts · Strecke |                      |                                                             |                                                             |
| Grenze mit U-Bahn · Strecke · Strecke |                      |                                                             |                                                             |
| U-Bahn-Bahnhof · Bahnhof · Haltepunkt / Haltestelle |                      | Queen's Park                                                | Queen's Park                                                |
| U-Bahn-Strecke nach rechts · Strecke · Strecke |                      | Bakerloo Line nach Elephant & Castle                        | Bakerloo Line nach Elephant & Castle                        |
| Haltepunkt / Haltestelle · Strecke |                      | Kilburn High Road                                           | Kilburn High Road                                           |
| Haltepunkt / Haltestelle · Strecke |                      | South Hampstead                                             | South Hampstead                                             |
| Strecke · Abzweig geradeaus und nach links · Strecke von rechts |                      |                                                             |                                                             |
| Abzweig geradeaus und nach links · Kreuzung geradeaus oben · Abzweig quer und nach links |                      | zur North London Line (siehe unten)                         | zur North London Line (siehe unten)                         |
| Brücke über Wasserlauf · Brücke über Wasserlauf |                      | Grand Union Canal                                           | Grand Union Canal                                           |
| Tunnel · Tunnel |                      |                                                             |                                                             |
| Kopfbahnhof Streckenende · Kopfbahnhof Streckenende |                      | London Euston                                               | London Euston                                               |

Die Watford DC Line ist eine Vorort-Eisenbahnstrecke zwischen den Bahnhöfen Watford Junction und London Euston. Sie führt überwiegend entlang der West Coast Main Line und wird auf voller Länge von Zügen der London Overground befahren. Zudem benutzt die Bakerloo Line der London Underground den Abschnitt Harrow & Wealdstone – Queen's Park mit. Der Overground-Verkehr wird seit 2024 unter dem Namen Lioness Line durchgeführt.

## Geschichte
Die Watford DC Line ist als Streckenausbau der West Coast Main Line entstanden. Damit mehr Fahrplantrassen für die Fernverkehrszüge frei wurden, wurden besondere Nahverkehrsgleise erstellt und in der Folge mit dem Stromschienen-System der U-Bahn elektrifiziert. Immer mehr solcher Abschnitte kamen bis 1912 im Zuge der Eröffnung der Bakerloo Line bis Watford Junction hinzu.
Von Beginn an wurde diese Strecke von der London and North Western Railway betrieben. 1923 ging diese in der London, Midland and Scottish Railway auf. Mit der Verstaatlichung der »Big Four« ging sie am 1. Januar 1948 an British Rail über und gehörte dort seit 1982 zum Network SouthEast. 1967 wurden auch die parallelen Ferngleise der West Coast Main Line elektrifiziert, allerdings wie generell nördlich der Themse mit Oberleitung und Wechselspannung von 25 kV mit 50 Hz. Mit der Privatisierung 1994 erwarb Silverlink Metro das Franchise. Seit 2007 ist London Overground für den Betrieb zuständig.
1982 wurden die Züge der Bakerloo Line von Watford Junction bis Stonebridge Park zurückgezogen, nachdem deren Betrieb bis Watford schon vorher mehr und mehr reduziert worden war. Zwei Jahre später verkehrten die Bakerloo-Züge wieder bis Harrow & Wealdstone. In der Folge wurden die nur für die Züge der U-Bahn benötigten Rückleitungsstromschienen in Gleismitte zwischen Harrow & Wealdstone und Watford Junction nicht mehr unterhalten und teilweise entfernt.

## Zukunft

### Wiederverlängerung der Bakerloo Line
Das Verkehrs-Regieunternehmen Transport for London (TfL) plante, die Bakerloo Line wieder bis Watford Junction zu führen, um einen neuen Umsteigepunkt der Metropolitan Line zu schaffen, die bis 2017 ebenfalls bis Watford Junction geführt werden sollte. Mit dieser Verlängerung sollten die Züge der Bakerloo Line auch die der Watford DC Line ersetzen, obwohl die TfL in ihrer 2025-Zukunftsvision von einem Underground/Overground-Parallelbetrieb bis Watford spricht. Im Falle einer Übergabe würde Overground mit Euston einen Bahnhof im Londoner Stadtzentrum verlieren.

### Primrose-Hill-Strecke
| \| \| \| South Hampstead \| \| \| \| WCML & DC Line nach London Euston \| \| \| \| Primrose Hill stillgelegt 1992 (Reaktivierung geplant) \| \| \| \| North London Line aus Richmond \| \| \| \| Camden Road \| \| \| \| NLL nach Stratford \| |  |                                                        |                                                        |
| Haltepunkt / Haltestelle |  | South Hampstead                                        | South Hampstead                                        |
| Abzweig geradeaus und nach rechts |  | WCML & DC Line nach London Euston                      | WCML & DC Line nach London Euston                      |
| ehemaliger Haltepunkt / Haltestelle |  | Primrose Hill stillgelegt 1992 (Reaktivierung geplant) | Primrose Hill stillgelegt 1992 (Reaktivierung geplant) |
| Abzweig geradeaus und von links |  | North London Line aus Richmond                         | North London Line aus Richmond                         |
| Bahnhof |  | Camden Road                                            | Camden Road                                            |
| Strecke |  | NLL nach Stratford                                     | NLL nach Stratford                                     |

Die nach der Übergabe des größten Teils der DC Line an die Bakerloo Line weniger oft bedienten Stationen South Hampstead und Kilburn High Road würden durch eine seit 1992 für den Personenverkehr stillgelegte Verbindung unter dem Primrose Hill zur North London Line bei Camden Road geführt. So könnte eine neue Overground-Verbindung Stratford – Queen’s Park mit optionaler Verlängerung nach Willesden Junction eingeführt werden.

### Metropolitan Line
Im Rahmen des Croxley Rail Link sollte die Metropolitan Line bis 2014/2017 den bisherigen Endbahnhof Watford weit außerhalb der Stadt verlassen, ebenfalls nach Watford Junction führen und zwischen Watford High Street und der Endstation die DC Line mitbenutzen.
Sämtliche Pläne waren 2021 nicht realisiert.

## Betrieb

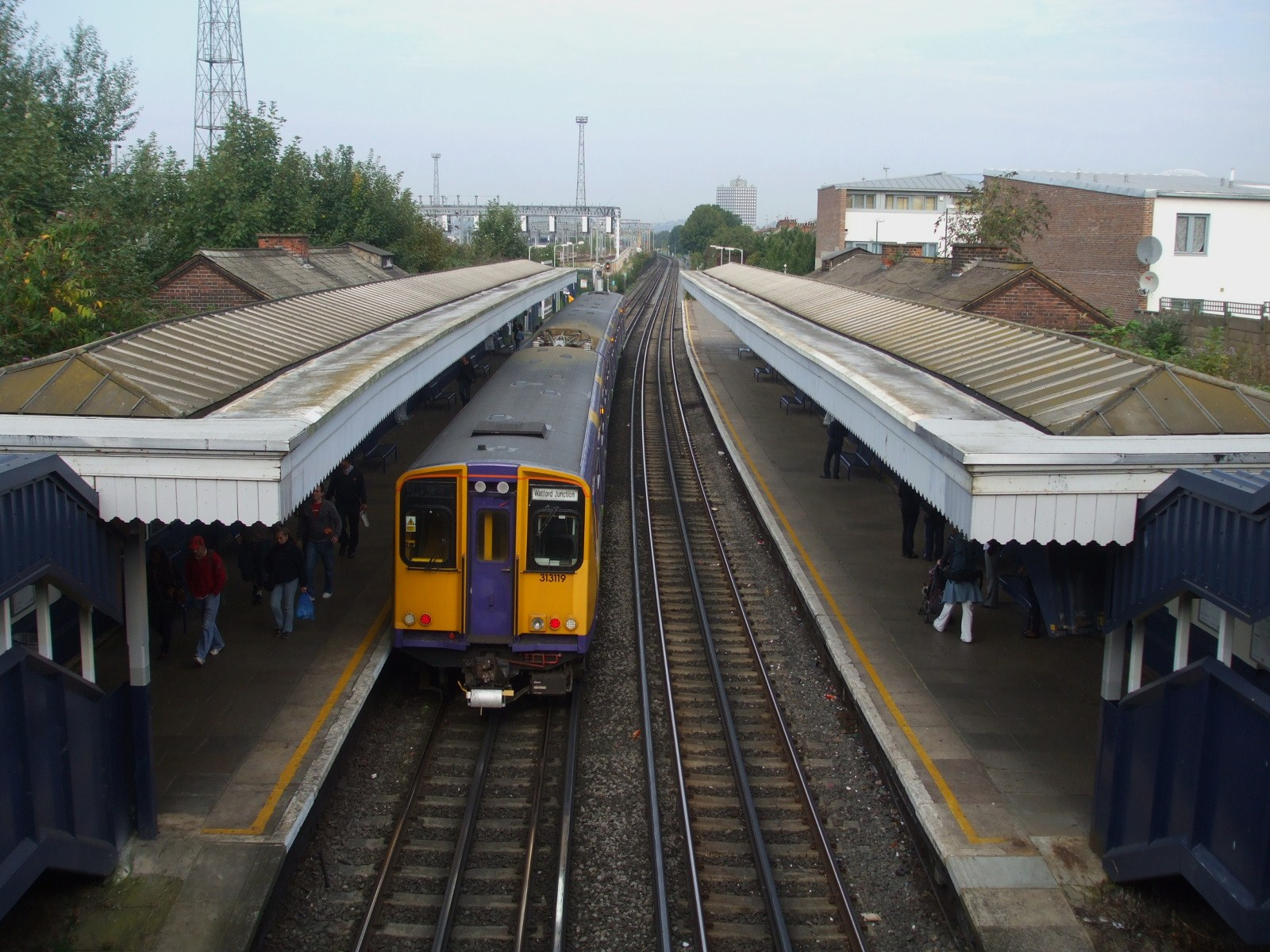
Ein Overground-Zug in Harlesden

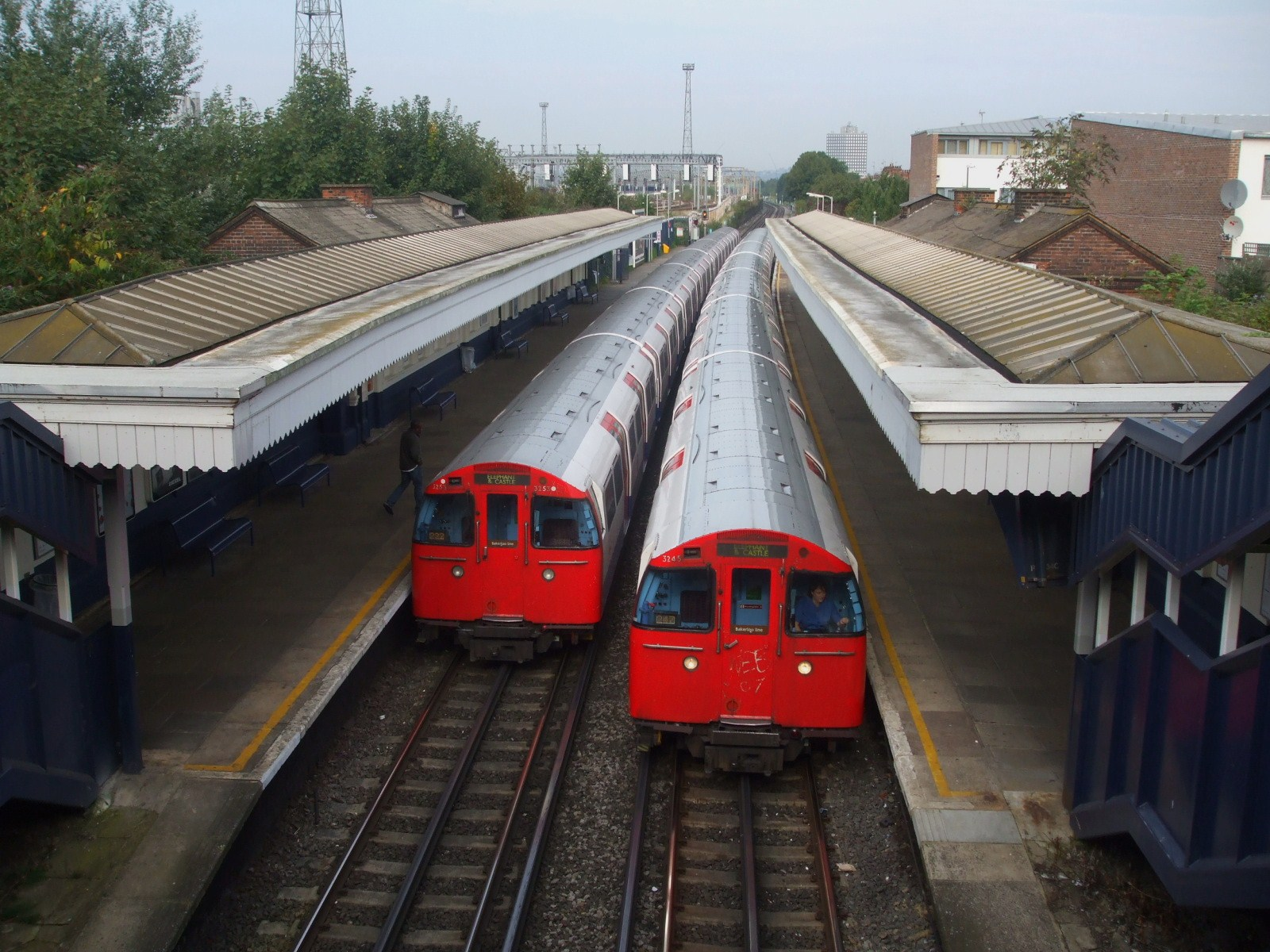
Bakerloo-Line-Züge in Harlesden

- Watford Junction – London Euston (Lioness Line der London Overground), Rollmaterial seit 2019 Bombardier Aventra (Klasse 710) des Herstellers Bombardier Transportation, heute Alstom[4]
- Harrow & Wealdstone – Queen's Park – Elephant & Castle (London Underground), Rollmaterial 1972 Tube Stock

## Sonstiges
- Die Strecke trägt den Namen Watford DC Line, weil sie mit von oben bestrichenen, mit Gleichspannung gespeisten Stromschienen der Southern Railway elektrifiziert wurde (DC = Direct Current), während die WCML Oberleitungen für Einphasenwechselspannung (25 kV, 50 Hz) erhielt.
- Die Watford DC Line ist neben dem North London Line/District-Line-Teilstück Gunnersbury – Richmond und der Chiltern Main Line zwischen Harrow-on-the-Hill und Amersham, die auch von den Eilzügen der Metropolitan Line genutzt wird, die einzige Mischbetriebsstrecke, die mit Röhrenbahnzügen von London Underground und Eisenbahnzügen befahren wird. Durch die unterschiedlichen Wagenbodenhöhen und Bahnsteigen in Kompromisshöhe bieten die gemeinsam genutzten Bahnsteige jedoch keine stufenlosen Einstiege.[5]

## Lage
Bis auf den Abschnitt Bushey – Watford Junction, wo die Watford DC Line einen Umweg durchs Stadtzentrum mit der Haltestelle Watford High Street macht, folgt sie komplett der WCML. Jedoch haben nur die Stationen Wembley Central, Queen's Park, Harrow & Wealdstone und Bushey auch an den WCML-Ferngleisen Bahnsteige – wobei die in Queen’s Park nur selten von Regionalzügen der London Midland Railway genutzt werden, die anderen aber regelmäßig. In Willesden Junction, wo die Fernbahnsteige 1969 entfernt wurden, steht eine Reaktivierung zur Debatte, vor allem wegen der Southern-Züge der West London Line, die jeden WLL-Bahnhof außer Willesden Junction bedienen.